# Cara Sucia (Fluss)
Der Cara Sucia ist ein Fluss im Departamento Ahuachapán in El Salvador.